# أسيل عنبتاوي
أسيل جمال جميل عنبتاوي (15 أغسطس 1969 – ) عالِمة فضاء من أسرةٍ فلسطينيةٍ من محافظة طولكرم، تحمل الجنسية الأمريكية، تُعد واحدة من أبرز علماء الفضاء في الولايات المتحدة الأمريكية، حيث تعمل في وكالة الفضاء الأمريكية (ناسا) ومختبر الدفع النفاث منذ العام 1992، وتولت مهام العديد من الأحداث الفضائية العالمية التي راقبها الملايين حول العالم.

## نشأتها وتحصيلها العلمي
وُلدت أسيل جمال جميل عنبتاوي في 15 أغسطس 1969 في الكويت لأسرةٍ فلسطينيةٍ من محافظة طولكرم شمال غرب الضفة الغربية، فوالدها هو المهندس «جمال جميل عنبتاوي» من بلدة زيتا بمحافظة طولكرم، أما والدتها فهي المعلمة «حسنية إبراهيم الأشقر» من مدينة طولكرم والتي عملت معلمةٍ لسنواتٍ طويلةٍ في مدارس مدينة طولكرم ودولة الكويت.
درست أسيل المرحلة الابتدائية والمتوسطة في مدارس الكويت، ثم أنهت الدراسة الثانوية في مدرسة البكالوريا في العاصمة الأردنية عمّان عام 1987، وغادرت بعد ذلك في ذات العام إلى الولايات المتحدة الأمريكية للدراسة في جامعاتها.
التحقت عام 1987 بجامعة ولاية كاليفورنيا في فوليرتون [الإنجليزية] في الولايات المتحدة حيث حصلت منها عام 1992 على درجة البكالوريوس في الهندسة الكهربائية بتفوقٍ، كما حصلت عام 1996 على درجة الماجستير في ذات التخصص من جامعة جنوب كاليفورنيا الأمريكية.

## حياتها العملية
عملت في وكالة الفضاء الأمريكية (ناسا) ومختبر الدفع النفاث منذ العام 1992 وحتى اليوم، وتشغل حاليًا منصب رئيسة تخطيط الاتصالات في مختبر علوم المريخ، وهي عضو معهد مهندسي الكهرباء والإلكترونيات.
تولت مهام العديد من الأحداث الفضائية العالمية والتي راقبها الملايين حول العالم، كان من أهمها ترأسها الفريق الرئيسي الذي وضع المسبار «كاسيني» في مداره حول كوكب زحل، ضمن مشروع اكتشاف زحل المُشترك من قبل وكالة الفضاء الأمريكية ووكالة الفضاء الأوروبية ووكالة الفضاء الإيطالية، الذي عُرِفَ باسم مشروع «كاسيني-هويجنز» الشهير.
كما تولت رئاسة فريق جمع المعلومات والمراقبة والتوجيه في مهمتي المركبة الفضائية «جاليلو» إلى كوكب المشتري عام 1996، ومركبة «مارس جلوبال سرفايفر» إلى كوكب المريخ منذ عام 1997 وحتى نهاية مشروع اكتشاف سطح المريخ هذا في عام 2006، وعملت أيضًا مع وكالة الفضاء الأوروبية في ذات المهام.

## أبحاثها
قدمت أسيل ما يزيد عن 59 بحث علمي نشرت في كبرى مراكز البحث والمواقع والجامعات العالمية، كما قدمت أكثر من 56 مقالًا علميًا.

## جوائز وأوسمة
حازت أسيل عنبتاوي على العديد من الجوائز والأوسمة الرفيعة، كان من أهمها:
- وسام ناسا للخدمة الاستثنائية، عام 2007.[32][33]

- وسام ناسا للإنجاز الاستثنائي، عام 2015، وذلك تقديرًا لقيادتها المسبار الفضائي «كاسيني» إلى كوكب زحل.[34][35]

- جائزة ناسا للإنجاز الجماعي.

- جائزة سبيس أوبس للإنجاز المتميز، من اللجنة الدولية للتبادل التقني لعمليات المهام الفضائية وأنظمة البيانات الأرضية [الإنجليزية]، عام 2018.[36]

- جائزة مختبر علوم المريخ الفردية، بتاريخ 21 مايو 2020 من وكالة ناسا، تقديرًا لقيادتها للفريق المسؤول عن إنزال مركبة فضائية على سطح كوكب المريخ.[6]